# ريتشارد نونيز
ريتشارد نونيز (بالإسبانية: Richard Núñez)‏ (16 فبراير 1976 بمونتفيدو في الأوروغواي - ) هو لاعب كرة قدم أوروغواني في مركز الهجوم. شارك مع منتخب الأوروغواي لكرة القدم. أما مع النوادي، فقد لعب مع أتلتيكو مدريد وبنيارول ورامبلا جونيورز وكروز آزول ونادي أمريكا ونادي باتشوكا ونادي دانوبيو ونادي غراسهوبر زيوريخ.

## وصلات خارجية
- ريتشارد نونيز على موقع الاتحاد الأوربي (الإنجليزية)
- ريتشارد نونيز على موقع إي إس بي إن إف سي (الإنجليزية)
- ريتشارد نونيز على موقع قاعدة بيانات كرة القدم.إي يو (الإنجليزية)
- ريتشارد نونيز على موقع ناشيونال فوتبول تيمز (الإنجليزية)
- ريتشارد نونيز على موقع Soccerway.com (الإنجليزية)